# Alfredo Castelló
Alfredo Cesáreo Castelló Sáez (Sagunto, Valencia, 1963) es un abogado y político español, alcalde de Sagunto entre 2007 y 2014.
Licenciado en Derecho, es militante y presidente del Partido Popular (PP) en Sagunto desde 1991, ciudad donde es concejal desde 1995. En 2007 consiguió el apoyo del partido Segregación Porteña (SP) para convertirse en alcalde, revalidando el cargo en 2011 tras la falta de acuerdo del PSPV con SP y EUPV.
También es diputado en las Cortes Valencianas desde las elecciones de 2011.
Elegido vicepresidente primero de la Mesa de las Cortes Valencianas en junio de 2023.